# Georges Houot
Georges Sylvain Houot (29 août 1913 à Paris 14e - 7 août 1977 à La Garde) est un officier dans la Marine française qui commanda le groupe des bathyscaphes.

## Biographie

### Famille
Georges Houot est le fils de Joseph Houot, dit Jacques Nayral, homme de lettres, né en 1876 à Remiremont dans les Vosges et mort au front en 1914, et Mireille Gleizes, sœur du peintre Albert Gleizes.

### Début de carrière
Après avoir été élève du Prytanée militaire de la Flèche, il entre à l'École navale en 1933. Il fait une croisière d'instruction à bord de la Jeanne d'Arc et suit les cours d'officier torpilleur. Il exerce sa fonction d'officier sur des navires de guerre tels que le croiseur Gloire de 1940 à 1941 où il prend part à la bataille de Dakar contre les Forces françaises libres, le torpilleur Hardi en 1942, la frégate Croix-de-Lorraine de 1945 à 1947, et sur le pétrolier Lac Pavin de 1947 à 1949. En 1943, il est à la légion de la gendarmerie maritime.

### Le bathyscapheFNRS-3
En 1949, Georges Houot succède à Jacques-Yves Cousteau comme commandant du bâtiment-base de recherche sous-marines Élie Monnier. Malgré des séquelles d'une attaque de poliomyélite, il participe activement aux plongées en scaphandre autonome des marins et officiers placés sous ses ordres.
En 1951, la Marine le choisit pour prendre la direction des essais du bathyscaphe français FNRS-3, construit par l'ingénieur André Gempp à partir du FNRS-2 du physicien suisse Auguste Piccard. En 1953, il est nommé commandant des bathyscaphes.
Le 15 février 1954, il effectue avec Pierre Willm (ingénieur) la première plongée sous-marine à 4 050 mètres de profondeur, à bord du bathyscaphe FNRS-3 au large de Dakar. Ce record tiendra six ans avant d'être détrôné. Un film de Jacques Ertaud, Profondeur 4050 retrace l'histoire de cette première plongée.

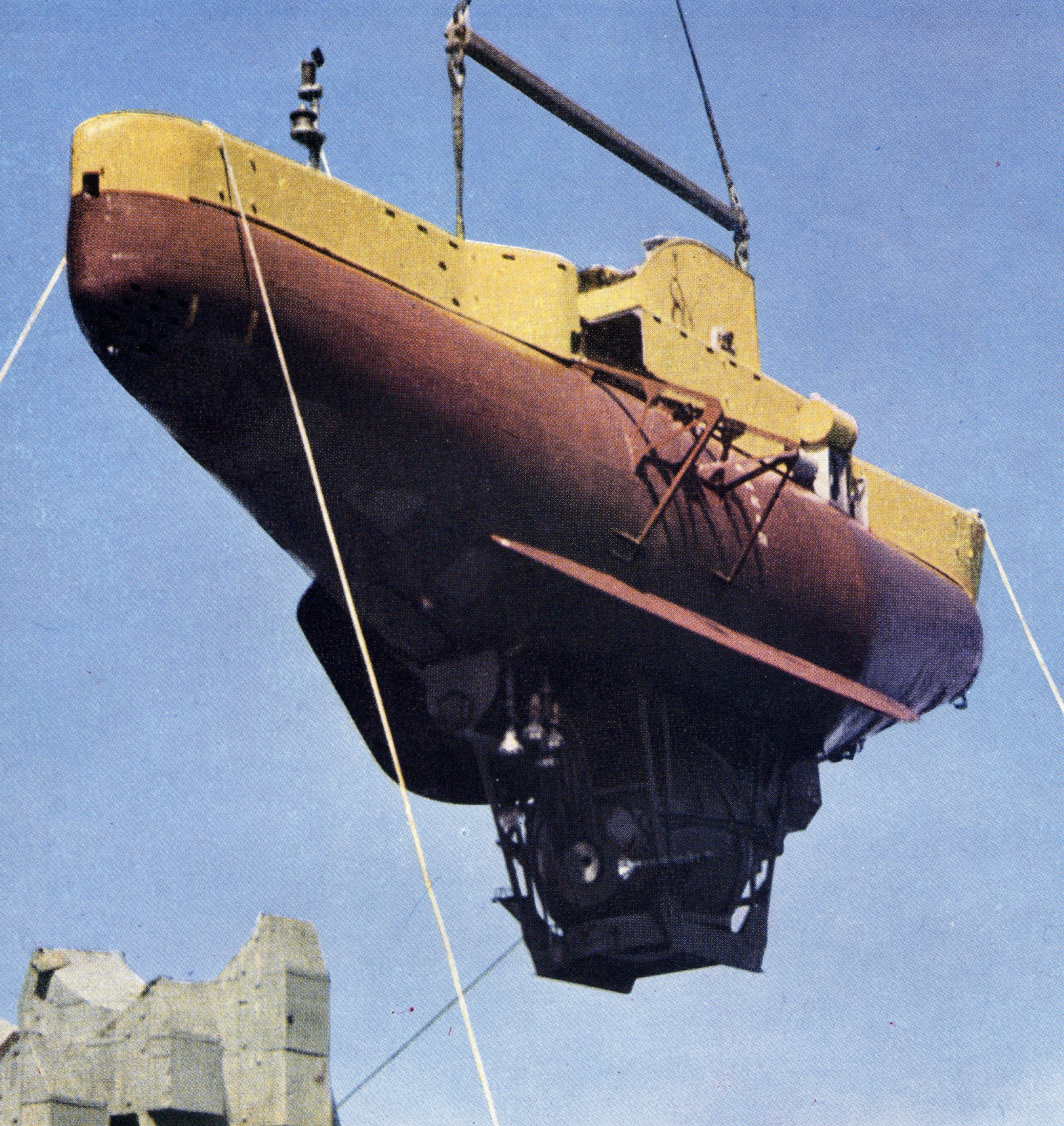
La mise à l'eau du bathyscaphe FNRS 3
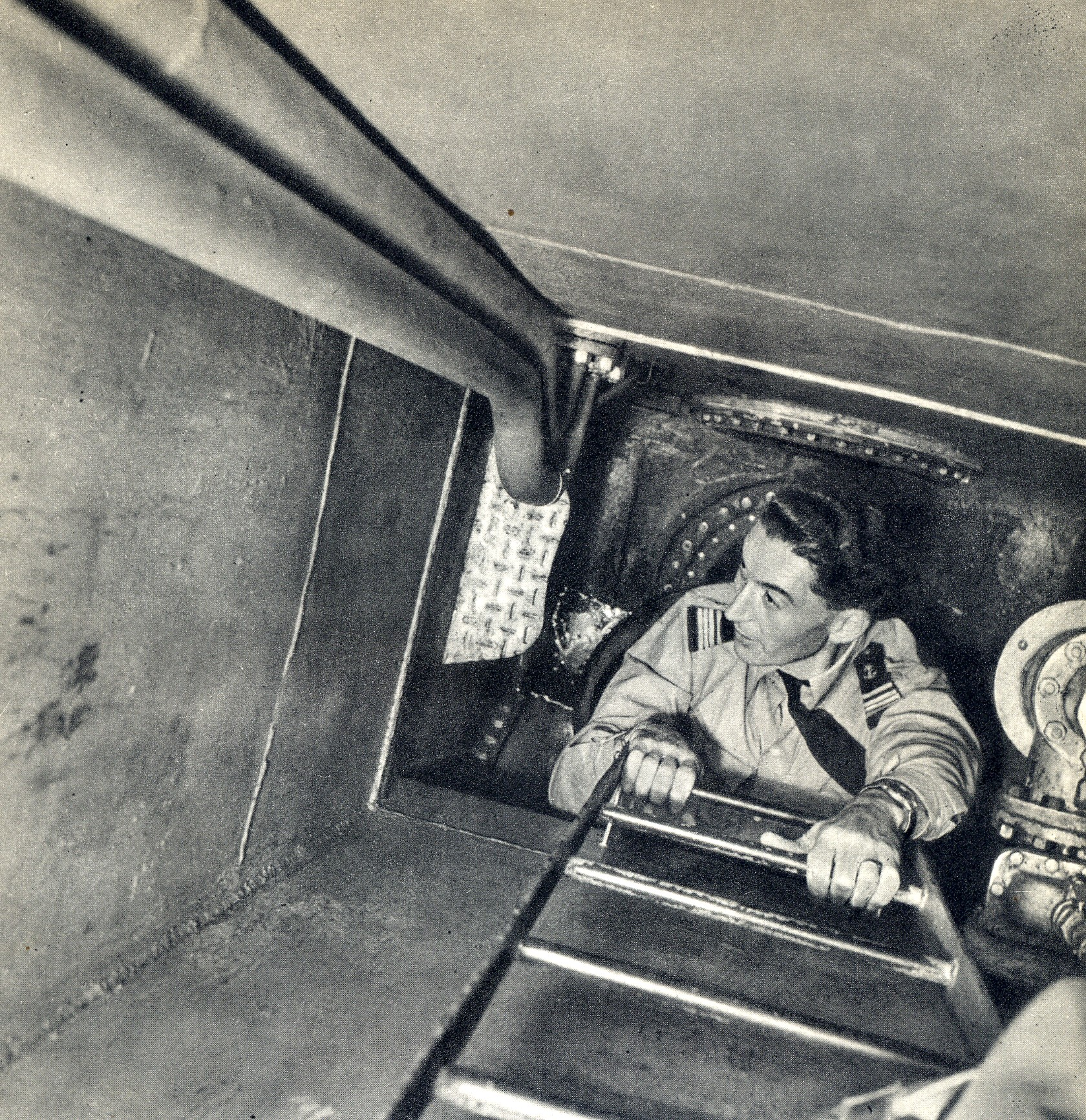
Le commandant Houot descend dans la sphère
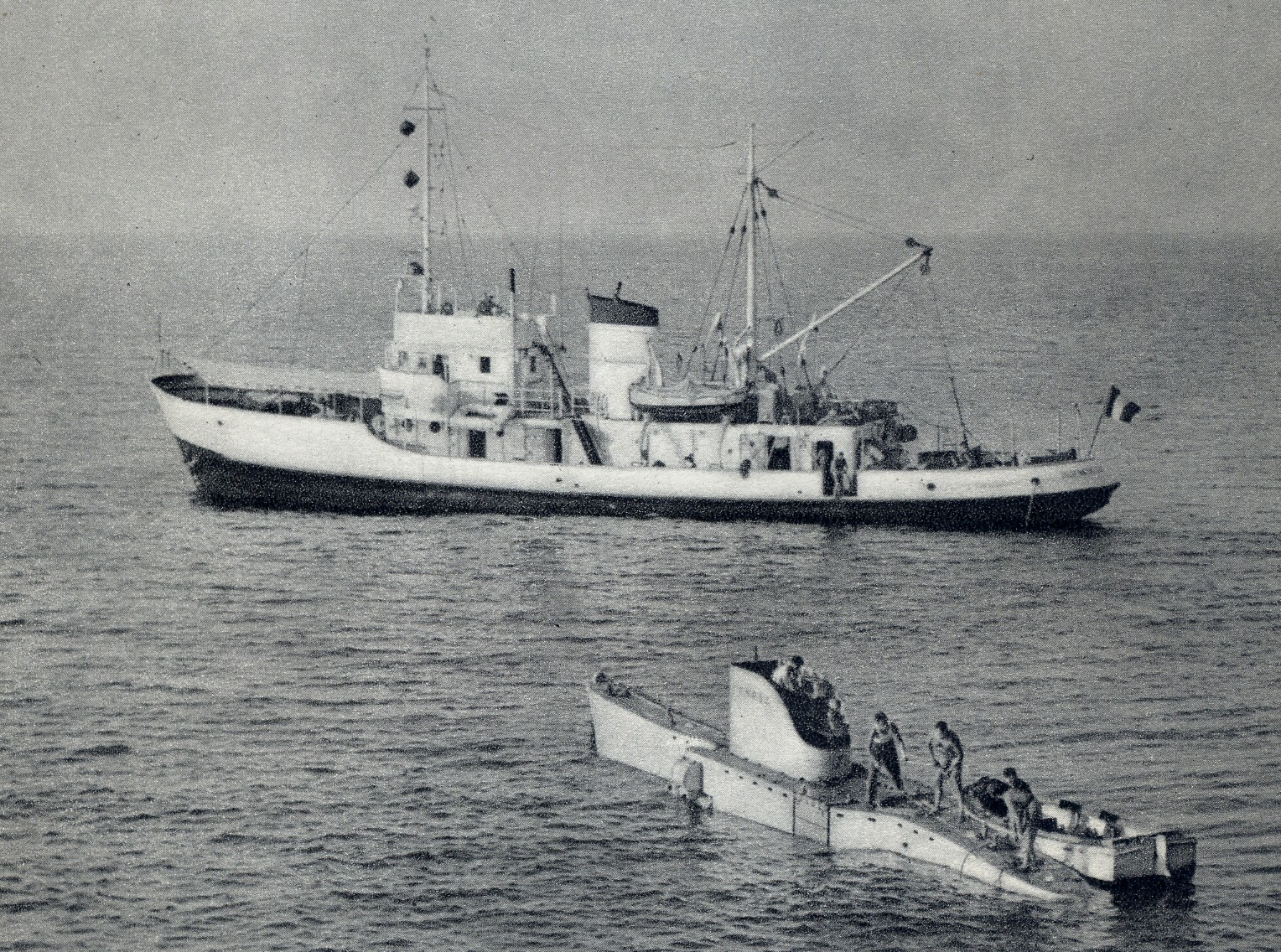
Le FNRS3 et l'Élie Monnier
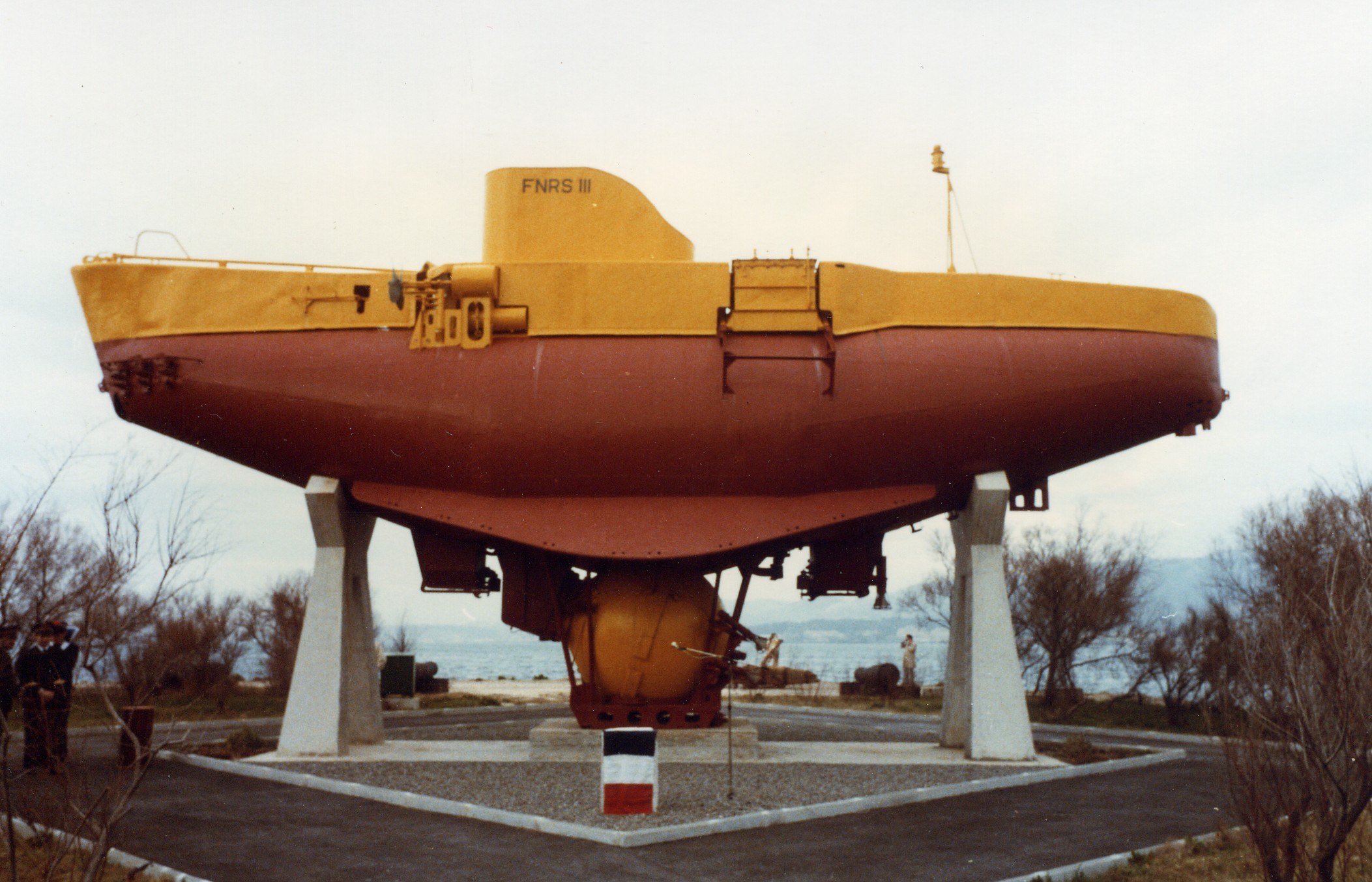
Le FNRS3 à Toulon, Tour royale

De 1953 à 1960, avec le FNRS-3, le commandant Houot effectue 93 plongées (en Méditerranée, au large de Dakar, au Portugal et au Japon).

### Le bathyscapheArchimède
La réussite et la fiabilité du FNRS 3 amènent le commandant Houot et l'ingénieur du génie maritime Pierre Willm à envisager dès 1955 la construction d'un nouvel appareil, capable d'atteindre les plus grands fonds de la planète (11 000 mètres dans la fosse des Mariannes, Pacifique), d'être plus manœuvrant afin d'être remorqué plus facilement et d'offrir plus d'espace pour les scientifiques.
En 1958, l'argent nécessaire à la construction ayant été réuni (avec participation de la Belgique grâce au professeur Dubuisson), les travaux débutent à Toulon. La mise à l'eau du nouveau bathyscaphe, baptisé Archimède, a lieu le 28 juillet 1961. Le commandant Houot en prend le commandement ainsi que du groupe des bathyscaphes qui compte le navire d'accompagnement Marcel Le Bihan.
De juillet à août 1962, au Japon, le bathyscaphe Archimède effectue les essais à grande profondeur dans la fosse des Kouriles. Il atteint successivement 7 100 mètres, 9 050 mètres, 9 200 mètres et 9 500 mètres (la profondeur maximum de cette fosse),.

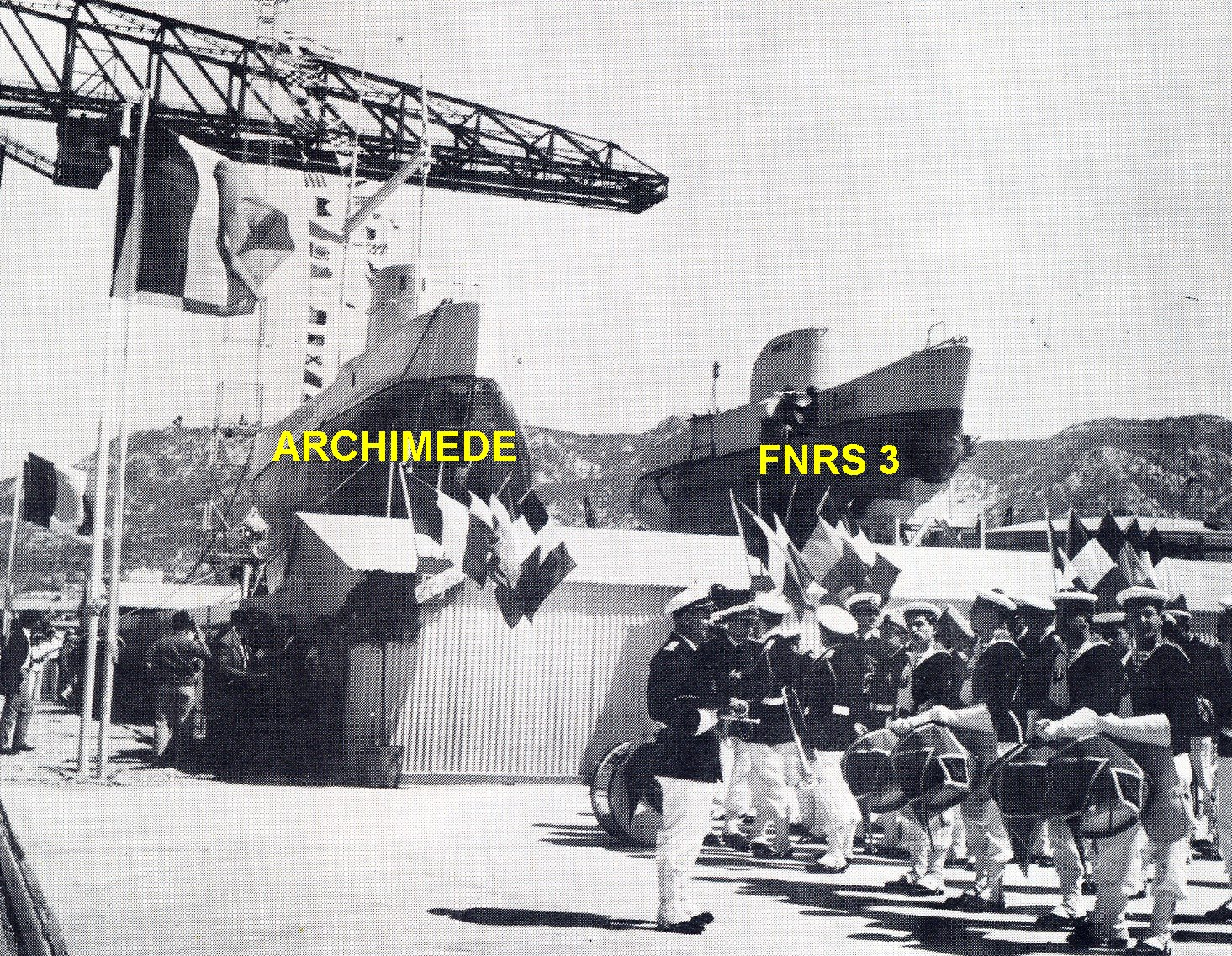
Le baptême de l'Archimède, le 28 juillet 1961
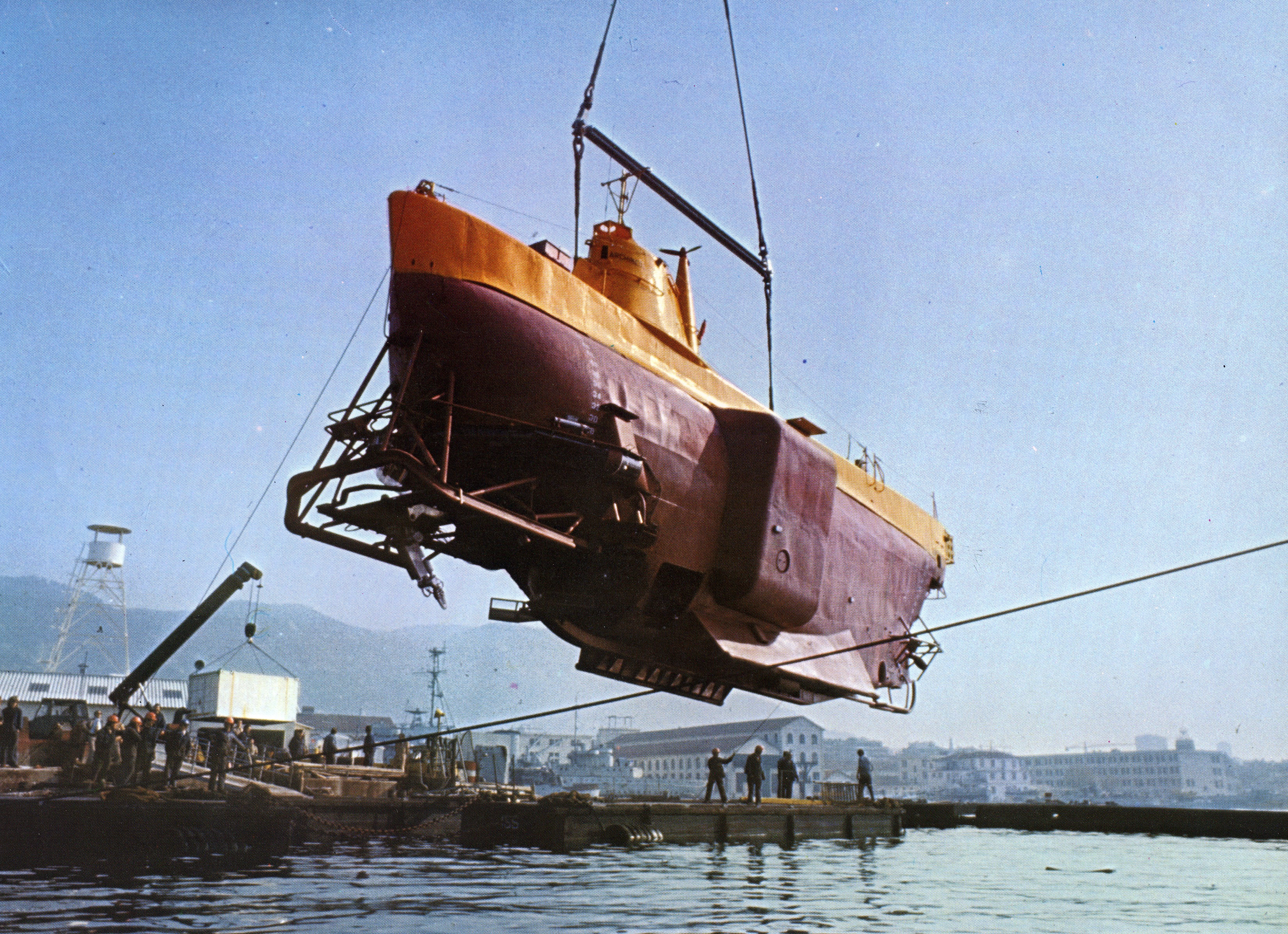
La mise à l'eau de l'Archimède
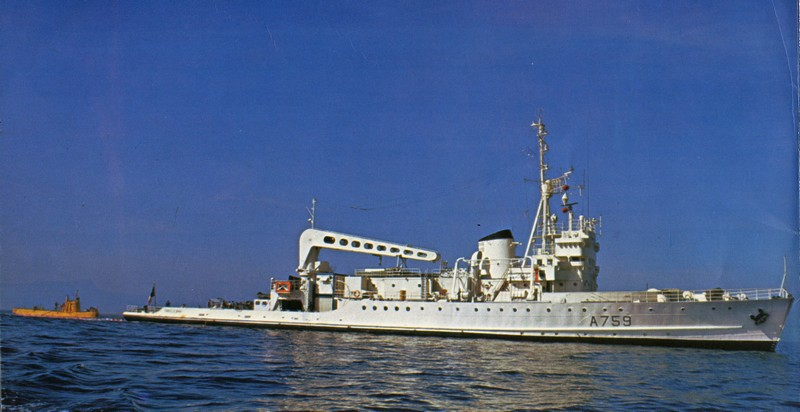
Archimède et le Marcel Le Bihan
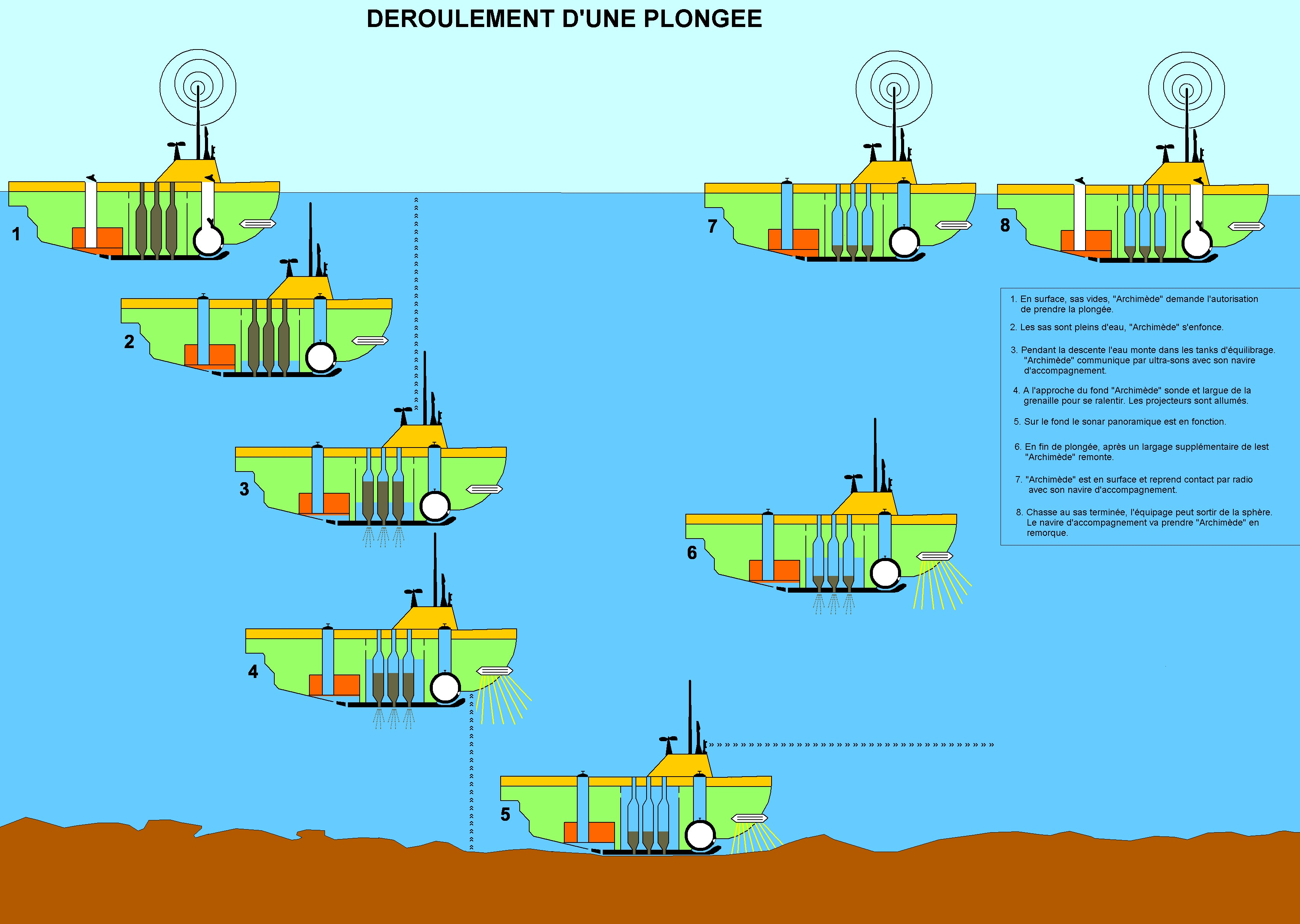
Le déroulement d'une plongée
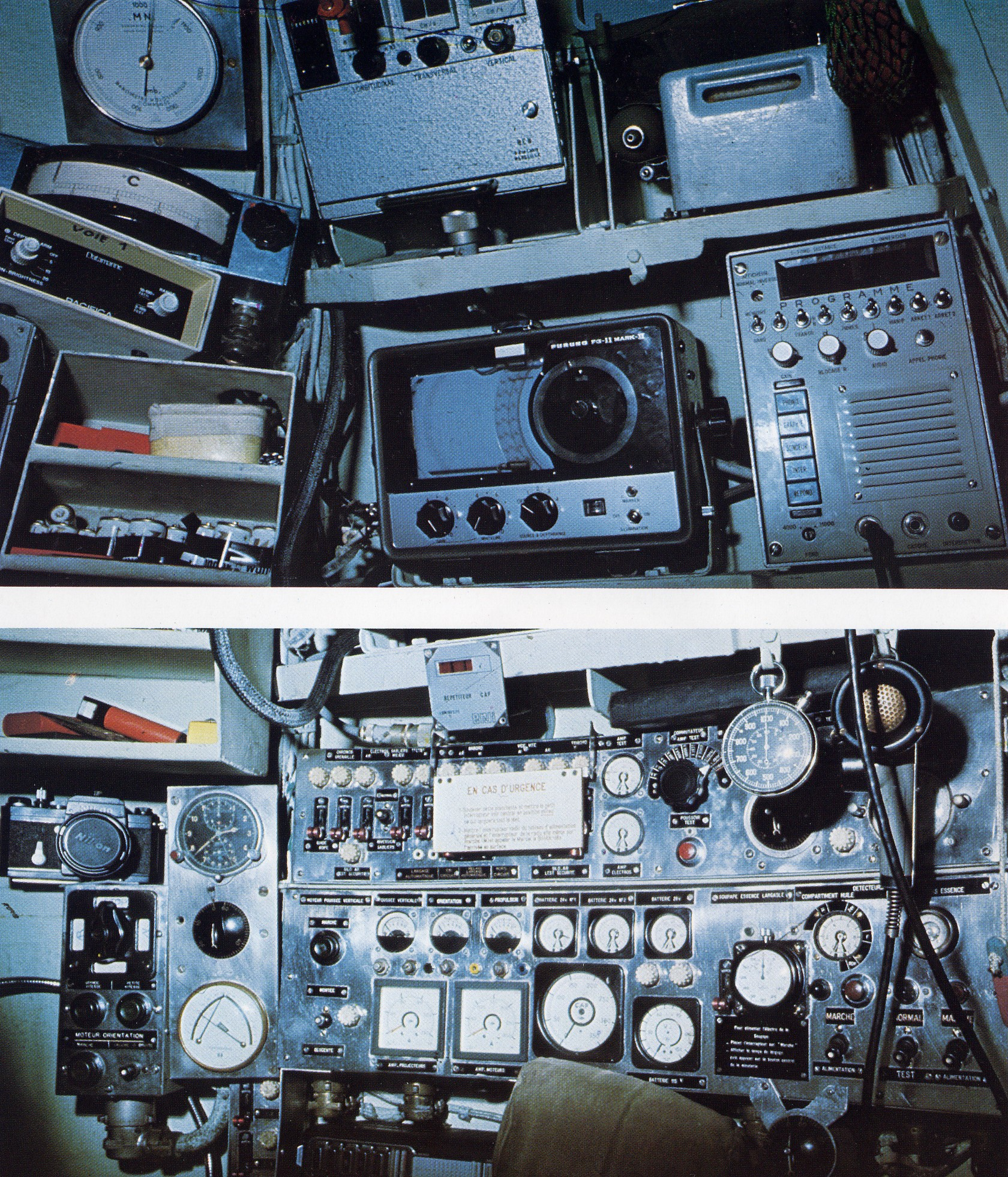
Quelques instruments de pilotage dans la sphère
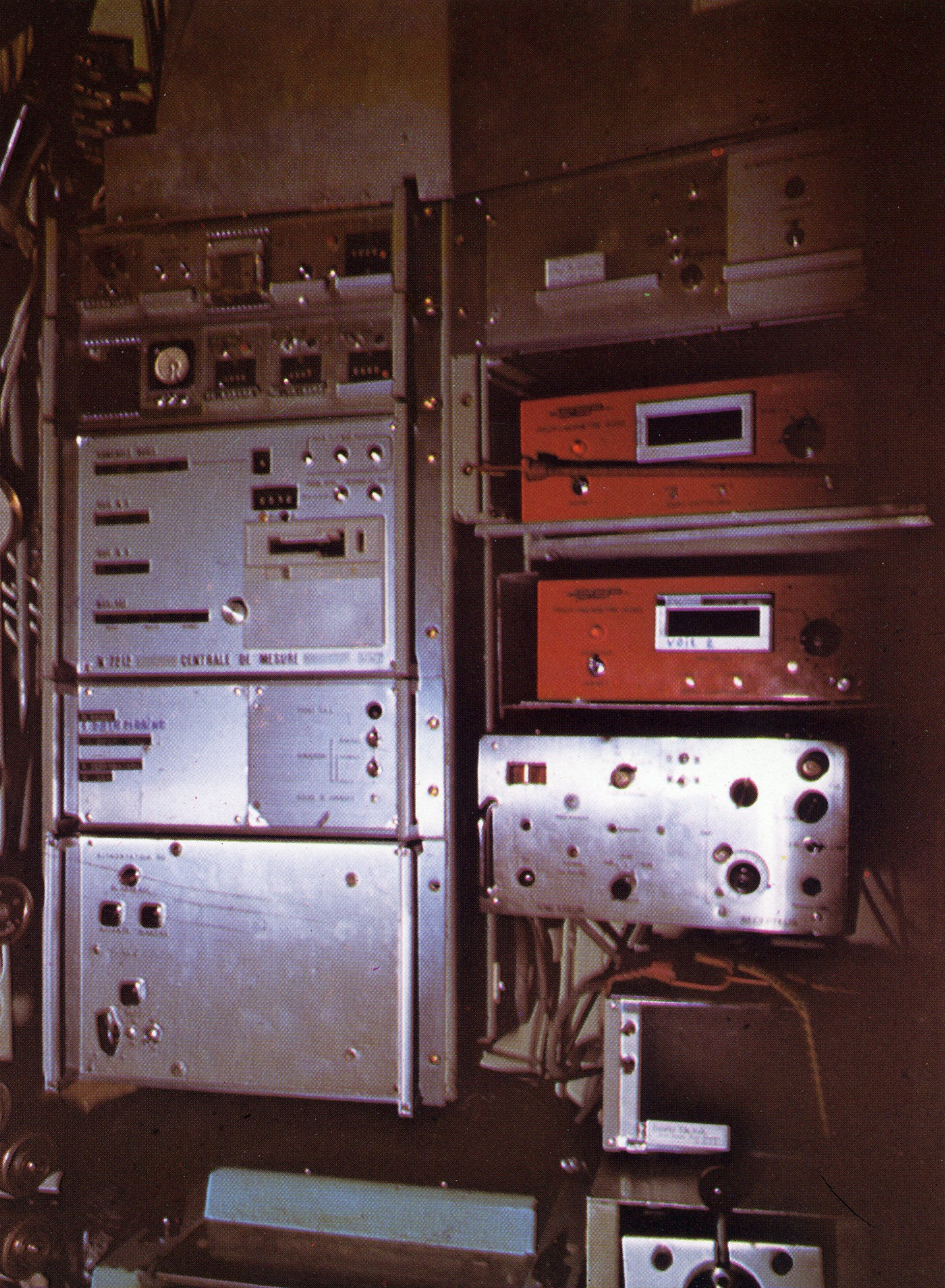
Quelques instruments scientifiques dans la sphère
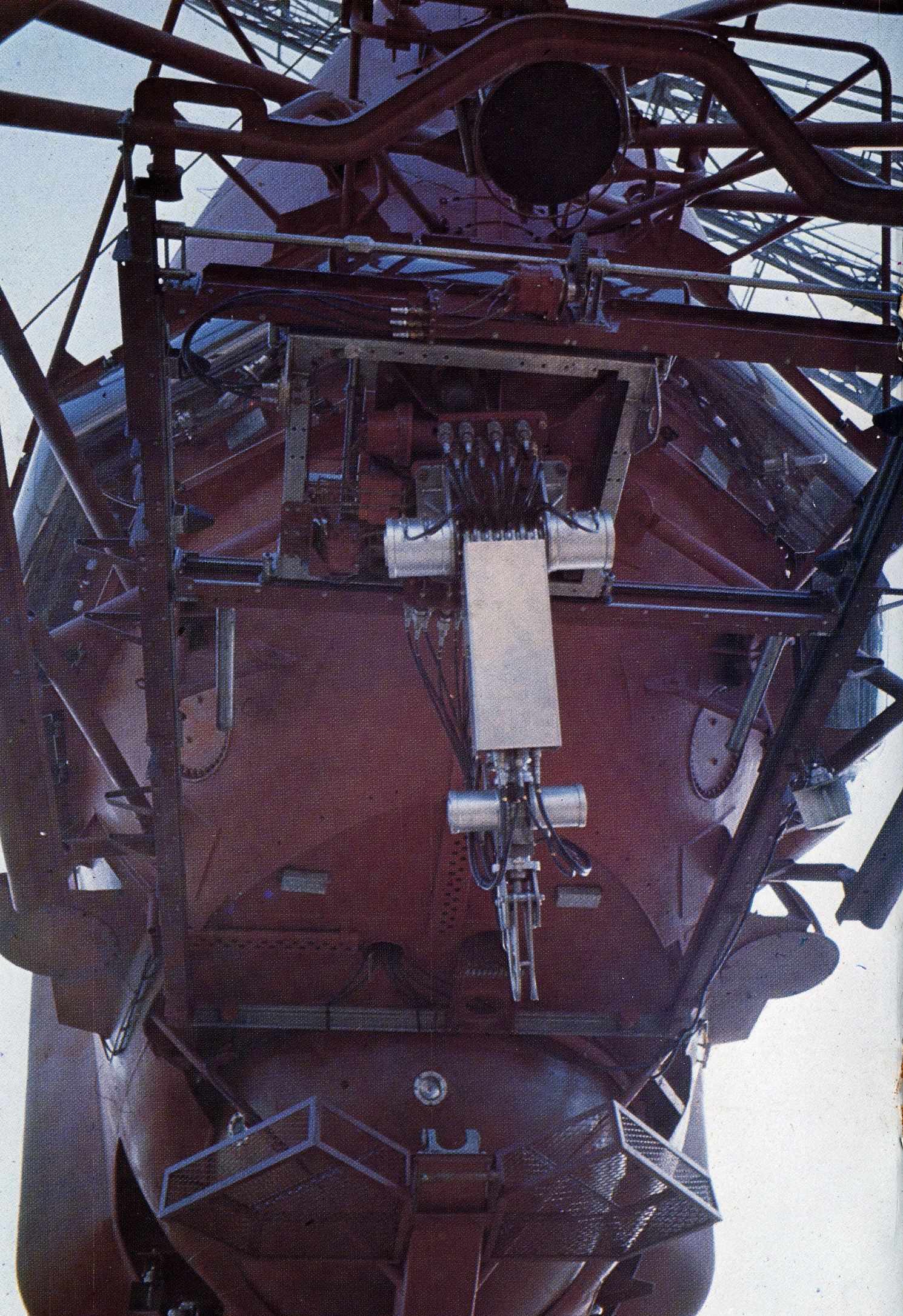
Les divers appareils extérieurs de préhension

De 1961 à 1970, Georges Houot effectue 64 plongées avec ce bathyscaphe (en Méditerranée, au Japon, à Porto Rico, en Grèce, à Madère et aux Açores).

### Fin de vie
En novembre 1970 Georges Houot prend sa retraite après 37 années de service dont 17 à la tête du groupe des bathyscaphes. Il décède le 7 août 1977 à La Garde. Sa mort donne lieu à des hommages du ministre de la Défense, Yvon Bourges et du Premier ministre, Raymond Barre.

## Distinctions
- Commandeur de la Légion d'honneur (1963)
- Commandeur de l'ordre du Mérite de la recherche et de l'invention[Quoi ?]
- Officier de l'ordre des Palmes académiques
- Officier de l'ordre de Léopold de Belgique
- Lauréat de la fondation Singer-Polignac
- Lauréat de l'Académie des sciences
- Médaille d'or du Mérite[Quoi ?]
- Médaille d'or de la Société de géographie
- Grand prix de la technique de la ville de Paris
- Membre de la Société des explorateurs français

## Postérité
Une rue d'Avignon porte son nom.

## Publications
- Le Bathyscaphe, en collaboration avec Pierre Willm, Éditions de Paris, 1954, ASIN B003WPR3H8
- La Découverte sous-marine, Éditions Bourrellier, 1959 ASIN B0018195MO
- 20 ans de Bathyscaphe, Éditions Arthaud, 1972 ASIN B0000DY5EO
- Le Bathyscaphe - à 4500 m. au fond de l'océan ASIN B0000DVJS0
- 2000 Fathoms Down, avec Pierre-Henri Willm, Penguin, Londres, 1955, ASIN B001947NIS[7]